# فراشة هيمالايا الرقيبة
فراشة هيمالايا الرقيبة أو رقيب هيمالايا (الاسم العلمي: Athyma opalina)، نوع من الفراشات من فصيلة الحورائيات. توجد في آسيا الاستوائية أو شبه الاستوائية.

## معرض صور

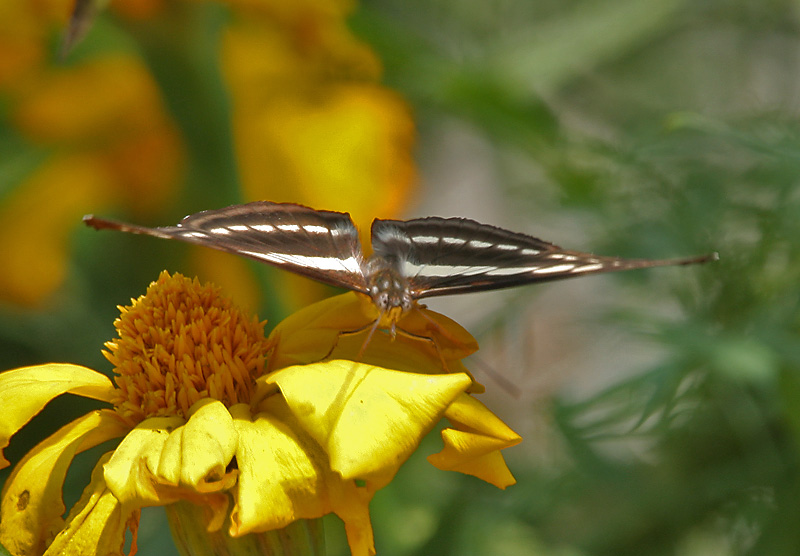
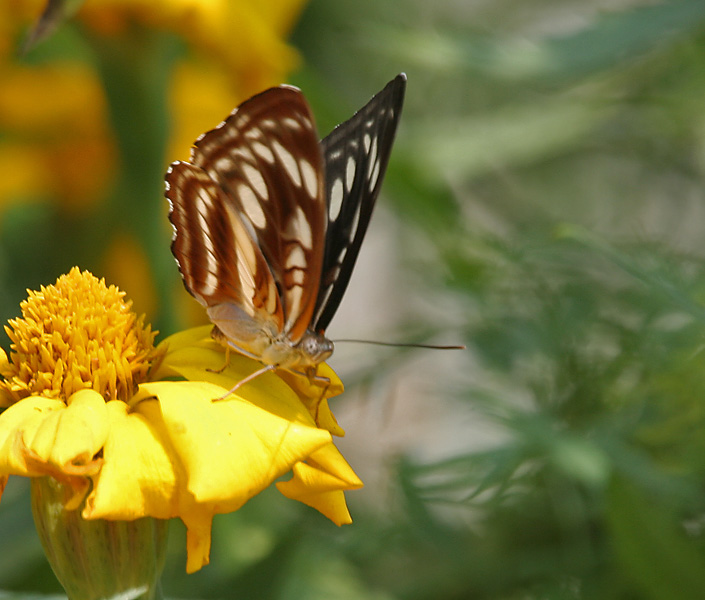
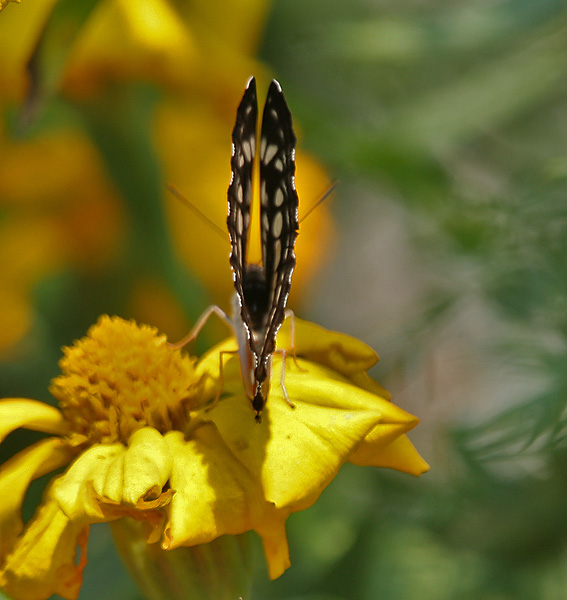